# Université de Toyama
L'Université de Toyama (富山大学, Toyama Daigaku, couramment abrégée en tomidai, 富大) est une université nationale japonaise, située à Toyama dans la préfecture de Toyama.

## Composantes
L'université est structurée en facultés de 1er cycle (学部, gakubu), qui ont la charge des étudiants de 1er cycle universitaire, et en facultés de cycles supérieurs (研究科, kenkyūka), qui ont la charge des étudiants de 2e et 3e cycle universitaire.

### Facultés de1ercycle
L'université compte 9 facultés de 1er cycle (学部, gakubu).
- Faculté de sciences humaines
- Faculté de développement humain
- Faculté d'économie
- Faculté de science
- Faculté de médecine
- Faculté de pharmacologie
- Faculté d'arts et de sciences
- Faculté d'ingénierie
- Faculté d'art et de design

### Facultés de cycles supérieur

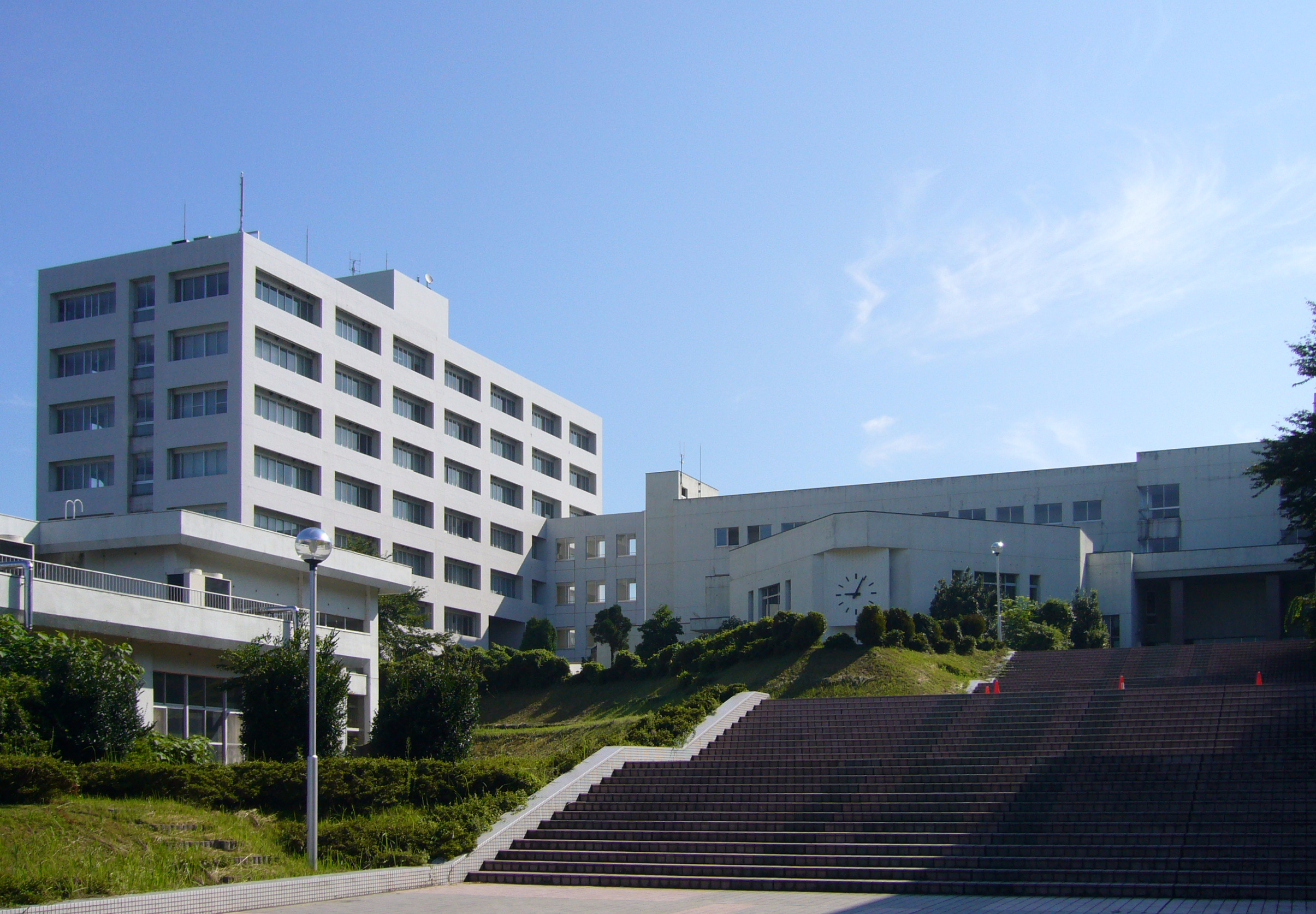
Campus de Sugitami

L'université compte 8 facultés de cycles supérieurs (研究科, kenkyūka).
- Faculté de sciences humaines
- Faculté d'éducation
- Faculté d'économie
- Faculté d'innovation de sciences de la vie
- Faculté de médecine et de pharmacologie
- Faculté de science et d'ingénierie
- Faculté de médecine et de pharmacologie - recherche
- Faculté de science et d'ingénierie - recherche